# Yuri!!! on Ice
Yuri!!! on Ice (ユーリ!!! on ICE) és una sèrie d'anime de patinatge artístic sobre gel. Va ser produïda per l'estudi d'animació MAPPA, dirigida per Sayo Yamamoto i escrita per Mitsurō Kubo. L'episodi pilot es va estrenar el 6 d'octubre de 2016, i l'últim, el 22 de desembre del mateix any, arribant als dotze episodis. La sèrie gira al voltant de les relacions entre el patinador artístic japonès Yuri Katsuki; el seu ídol, el campió de patinatge artístic rus Victor Nikiforov, i el prometedor patinador rus Iuri Plisetsky.
Yuri!!! on Ice ha estat un anime ben rebut al Japó i ha guanyat tres premis als Tokyo Anime Awards i set més als Anime Awards de Crunchyroll. Al Japó, la sèrie va ser llançada en sis volums de Blu-Ray / DVD, amb material extra i escenes remasteritzades; sent tots els llançaments número 1 en els rànquings d'Oricon de discos d'Animació en Blu-Ray i discos d'animació en DVD respectivament. Durant el seu temps en antena, va ser popular en llocs socials com Tumblr o Twitter, on va rebre més d'un milió de tuits, sent així la sèrie d'anime més comentada de la temporada. També va atreure elogis de patinadors de gel professionals.
L'anime ha suscitat discussions sobre la seva representació d'una relació entre personatges del mateix sexe amb els seus protagonistes, amb alguns crítics encomiándola per gestionar l'homosexualitat en una manera que difereix de la majoria d'animes i per tractar l'homosexualitat en un país i en un esport que presenten fins a l'actualitat actituds homofòbiques; altres han criticat la seva representació com irreal i ambigua. La sèrie també ha estat elogiada per tractar el tema de l'ansietat. A més, va provocar una breu controvèrsia amb una pel·lícula de patinatge artístic, el nom és similar al de la sèrie i que es llançarà als Estats Units el 2017.

## Argument
Després d'una aclaparadora derrota a la final del Grand Prix, el patinador japonès Yuri Katsuki -de vint-anys- decideix agafar-se un descans temporal en la seva carrera i tornar a la seva ciutat natal Hasetsu, Kyūshū. A l'arribar Yuri visita a la seva amiga de la infància, Yuko, a la pista de patinatge local i imita a la perfecció una coreografia d'alta dificultat del seu ídol: el campió de patinatge artístic rus Victor Nikiforov. Quan la seva presentació és gravada en secret i el vídeo és pujat a Internet, aquest arriba a cridar l'atenció del mateix Victor, impulsant-ho a viatjar al Japó per convertir-se en l'entrenador de Yuri i reviure la seva carrera en el patinatge artístic.
En assabentar d'aquesta decisió, Yuri Plisetsky -un patinador prodigi rus de 15 anys- viatja a Hasetsu per fer que Victor compleixi la promesa que li havia fet, anterior a l'inici de la sèrie, de realitzar la coreografia de la seva rutina en el seu debut a la categoria sènior, una vegada que guanyés el Campionat Mundial Juvenil. A l'adonar-se que ho va oblidar per complet, Victor fa que els dos Yuri competeixin entre ells per decidir de qui seria entrenador; sent al final Yuri K el guanyador. Yuri P. torna a Rússia, i tots dos Yuri es comprometen a guanyar la medalla d'or en el Grand Prix.
Després d'aquest esdeveniment, tant Yuri K. com Yuri P. es dediquen a entrenar per classificar-se al campionat Grand Prix, i tots dos aconsegueixen arribar a la final a Barcelona. En aquest temps, la relació entre Yuri K. i Victor es torna més propera; Yuri compra dos anells d'or com a símbol d'agraïment, el que porta al fet que Víctor faci comentaris sobre que ells estan "compromesos". A la vigília de la final, Yuri K. planeja renunciar al patinatge perquè Victor pugui tornar a competir, però ell rebutja la idea; finalment acorden triar els seus propis camins quan el torneig hagi acabat. Aquest finalitza amb Yuri P. sent el guanyador de la medalla d'or i Yuri K. de la medalla de plata. Després d'això, Yuri K. decideix continuar en el patinatge i es muda a Sant Petersburg per continuar entrenant al costat de Victor i Yuri P.

## Producció

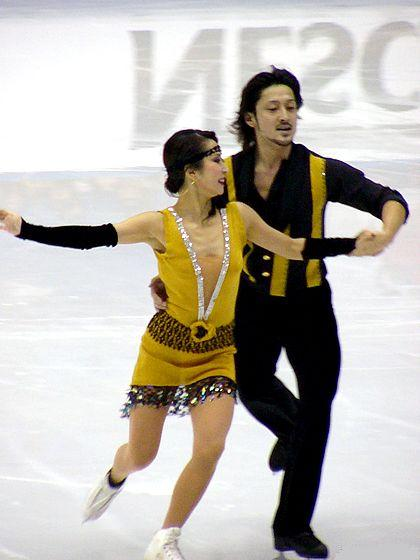
Kenji Miyamoto (dreta) qui va coordinar les coreografies de ball.

La sèrie original de Yuri!!! on Ice es va estrenar el 6 d'octubre de 2016 per TV Asahi. L'anime va ser produït per MAPPA, dirigida per Sayo Yamamoto i escrita per Mitsurō Kubo, Tadashi Hiramatsu va realitzar els dissenys dels personatges, la música va estar a càrrec Taro Umebayashi i Taku Matsushiba, i les coreografies de patinatge artístic van ser realitzades per Kenji Miyamoto. Els episodis es van fer disponibles al web per part de Crunchyroll i Funimation va començar a transmetre la sèrie subtitulada en anglès el 24 d'octubre de 2016, a les 10:00 pm ET.
La ciutat natal de Yuri Katsuki, Hasetsu, es basa en la ciutat de Karatsu, Saga, mentre que el "Ice Castle Hasetsu" és una pista de patinatge real ubicada a Iizuka, Fukuoka. Al desembre de 2016, la Prefectura de Saga va anunciar el llançament d'un projecte per promoure el turisme local mitjançant la popularitat de la sèrie. D'acord amb Akinori Kawakami, president de l'associació "Connect Hasetsu and Karatsu", un nombre entre vint i trenta persones visiten Karatsu tots els dies atretes pel anime. El maig de 2017, Yuri!!! on Ice va atreure uns 20.000 turistes de 27 països diferents a Karatsu. El 22 de febrer de 2017, el diari Nikkan Sports va presentar una il·lustració col·laborativa que representa Yuri K., Yuri P. i Víctor que donen suport al club de futbol de Sagan Tosu, amb base a la prefectura de Saga.
D'acord amb un estudi de Sakura Bloc, Yuri!!! on Ice va utilitzar més animadors que qualsevol altra sèrie d'anime durant la temporada de tardor de 2016; una mitjana de 48.5 animadors per episodi, cinc més que Flip Flappers (que va tenir el segon lloc). En les escenes de patinatge, els efectes de so van ser canviats per coincidir amb cada lloc, d'acord amb la capacitat de l'edifici i la capacitat per a l'audiència. Els sons del patinatge per a cada seqüència van ser gravats per separat. Els sons utilitzats van ser gravats i executats pel coreògraf de la sèrie Miyamoto, i cada seqüència de patinatge és única al programa.

## Crítica

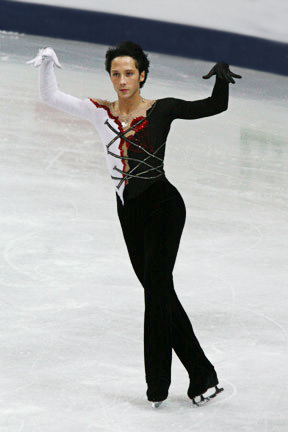
Johnny Weir, famós patinador sobre gel.

La sèrie va rebre majoritàriament ressenyes positives per part de la crítica i patinadors artístics professionals. Cinc de nou crítics d'Anime News Network van nomenar a Yuri!!! on Ice el millor programa de la temporada. Al juliol de 2017, la sèrie va ser nomenada per Eleanor Bley Griffiths de Ràdio Times com una de les millors sèries d'anime disponibles al Regne Unit. Yuri!!! on Ice també ha estat ben rebut per nombrosos patinadors professionals, com ara Johnny Weir, Evgenia Medvedeva, Denis Ten, Evgeni Plushenko i Masato Kimura, i va incloure els cameos especials dels patinadors Stéphane Lambiel i Nobunari Oda. Johnny Weir va dir en una entrevista que «vaig trencar la meva regla d'un episodi per dia perquè físicament no podia deixar de veure-la«.
Yuri!!! on Ice també ha estat elogiada per la seva direcció. Els crítics van comentar sobre la varietat de personatges introduïts per Sayo Yamamoto. Brandon Teteruck de Crunchyroll va comentar que «Yamamoto està elaborant subtilment un treball que abasta diversitat i acceptació cultural. Yamamoto no caracteritza els patinadors estrangers com estereotips ètnics, sinó que els permet actuar i comportar-se com ells mateixos ». Teteruck també reivindica que Yamamoto subverteix les representacions tradicionals de gènere, sexualitat i nacionalitat, ressaltant una escena en el sisè episodi en la qual el patinador tailandès, Phichit Chulanont, patina amb una peça musical que fa referència a "El rei i jo", de la qual la versió de 1956 i 1999 de la pel·lícula estaven prohibides a Tailandia. Els personatges han rebut comentaris positius, principalment sobre la relació entre Yuri K. i Victor. Els crítics han lloat el personatge de Yuri K . per ser una representació realista d'algú que pateix d'ansietat i com, "un gran exemple d'un narrador no fiable". Altres personatges també van ser elogiats per James Beckett d'Anime News Network, qui va nomenar a Yuri P. un dels millors personatges d'anime del 2016. No obstant això, la trama va ser criticada per ser repetitiva.
La qualitat de l'animació va tenir una recepció mixta. En els primers episodis va ser lloada per Clover Harker d'UK Anime Network, que va dir que era "impressionant". Kevin Cirugeda d'Anime News Network, va comentar que el dissenyador dels personatges, Tadashi Hiramatsu, era capaç de "fer que se senti nou, però també estranyament com una reminiscència del passat ", comparant la sèrie amb FLCL. No obstant això, en episodis posteriors hi va haver dures crítiques sobre l'animació de les rutines de patinatge, descrivint alguns com "de vegades dolorós, o potser vergonyós de veure", mentre altres van dir que les falles en l'animació eren culpa de l'ambició de Yamamoto. La música també va obtenir comentaris positius, especialment el tema d'obertura de la sèrie,"History Maker". Ian Wolf de Anime UK News va comentar sobre el commovedor tema; l'ús de l'anglès connecta al programa un sentiment internacional; i l'ús d'instruments musicals inusuals com el xilòfon en la introducció i un compàs de 6/8, sens dubte fan de la cançó un vals ràpid i, per tant, un ball semblant al ballet.

### Premis
En l'edició inaugural dels The Anime Awards de Crunchyroll, que es basen en el vot popular en línia, Yuri!!! on Ice va guanyar en totes les categories en què estava nominada, les quals van ser "Millor personatge masculí" (Yuri K.), "Millor animació", "Escena més encantadora" (escena del petó en l'episodi 7), "Millor parella" (Yuri K. i Victor), "Millor tema d'obertura", "Millor tema de tancament" i "Anime de l'any". No obstant això, alguns usuaris del lloc van criticar que el programa va guanyar premis que no mereixia, notablement el premi a millor animació, i van acusar als fanàtics de la sèrie d'haver arreglat al seu favor la votació, mentre que altres van defensar els premis, declarant que no existien evidències per provar aquestes acusacions. Crunchyroll va declarar en el seu Twitter que havien emprat forts mètodes per evitar trampa per part dels fanàtics.
En el Tòquio Anime Award Festival el 2017, Yuri!!! on Ice va guanyar el Tòquio Anime Award a l'animació de l'any i l'enquesta de fanàtics Anime Fan Award. El dissenyador dels personatges, Tadashi Hiramatsu, va guanyar el premi a millor animador. En els Japan Character Awards de 2017 presentats per la Character Brand Licensing Association (CBLA), la sèrie va guanyar el premi al Japan Character Grand Prize New Face Award. La CBLA va atorgar el premi al programa per abordar un tema inusual com el patinatge artístic, i fer-ho interessant i atractiu a l'audiència, especialment a dones, i va predir que la sèrie "pot continuar creixent a nivell global".

### Popularitat
L'anime ha atret una gran quantitat de fanàtics en línia. D'acord al contingut i informació sobre anàlisi de tendències de la companyia Kadokawa Ascii Research Laboratories, Yuri!!! on Ice va ser l'anime més tuitejat de la temporada (recollint 1.440.596 tuits), un milió de tuits més que la seva sèrie rival, Haikyū!!, la qual amb prou feines va tenir 348,109 tuits. A la Xina, el lloc web Sina Weibo va tenir 130,000 publicacions amb l'etiqueta Yuri!!! on Ice, comptant amb més de dos bilions de vistas. Tumblr Fandometrics va donar a conèixer que Yuri!!! on Ice va ser l'anime més comentat al seu lloc web des de l'1 de maig de 2017. També va ser el quart anime més comentat a Tumblr el 2016.
Yuri!!! on Ice va ser qualificat com l'anime N°1 a Crunchyroll a Polònia, República Txeca, Sierra Leone, Burkina Faso, Malawi, Botswana, Taiwan, Filipines, Vietnam, Laos i Singapur; l'anime més popular en tots els països per mitjà de Crunchyroll va ser Re: Zero. Yuri!!! on Ice va ser un dels tres animes més vistos a Crunchyroll, sent els altres Diamond Is Unbreakable i la tercera temporada de Sailor Moon Crystal. També va ser nomenada com la sèrie "que molt probablement seria vista després d'una hora del seu llançament". Una enquesta de 306.568 d'enquestadors del servei de vídeo-hosting Niconico va trobar que Yuri!!! on Ice va ser la quarta sèrie d'anime de TV més popular de l'any i en general, la més popular entre les dones, que representaven el 34% dels enquestats. Al Tòquio Anime Award Festival es va dur a terme una enquesta en línia per construir una llista dels top 100 animes (10 pel·lícules i 90 sèries de TV) de l'any, en què Yuri!!! on Ice va encapçalar la llista de sèries de TV amb 64.774 vots de 480.004. Posteriorment va guanyar el Anime Fan Award en aquest festival, d'acord amb una segona enquesta per a les fanàtics amb els 100 nominats.
En una "mega enquesta" de 19.560 lectors per al Millor Anime de 2016 feta per Animi News Network, Yuri!!! on Ice va acabar primer amb 7.400 vots (37.8% del total). Una enquesta de top-100 d'usuaris del lloc web japonès 2channel va nomenar a Yuri!!! on Ice el desè millor anime de 2016. Una enquesta de l'operadora de telefonia mòbil NTT Docomo de 4.800 usuaris van nomenar a Yuri!!! on Ice el "anime de TV preferit de 2016". Una enquesta de 941 participants en el lloc web japonès de notícies d'anime, AnimeAnime, va nomenar a Yuri!!! on Ice com el millor anime de la temporada de tardor de 2016. Rebent el 20% del vot femení, va ser el vuitè programa més popular entre els homes.Una enquesta d'Akiba Souken va nomenar la sèrie la més satisfactòria de la tardor de 2016. Una altra enquesta duta a terme per la revista Animage sobre els millors 100 personatges d'anime de 2016 li va atorgar el primer lloc a Víctor, el segon a Yuri K. i el sisè a Yuri P. D'acord amb una enquesta de Charapedia, Víctor va ser el quart personatge d'anime més atractiu de 2016; Yuri K. va acabar en la dotzena posició i Yuri P. a la desè novena. En una enquesta d'Anime News Network en la qual es va preguntar a les persones a quins personatges masculins d'anime els donarien xocolates del Dia de Sant Valentí, Víctor va ocupar la primera posició mentre que Yuri K. va obtenir la el segon lloc.
Hi ha més de 20 esdeveniments dōjinshi al Japó dedicats a Yuri!!! on Ice per 2017. L'11 de febrer es va dur a terme al cinema TOHO, a Roppongi Hills, una projecció de la sèrie durant tota la nit i una entrevista amb l'escriptora Mitsuro Kubo i els actors de veu Toshiyuki Toyonaga, Jun'ichi Suwabe i Kōki Uchiyama (veus de Yuri K., Victor i Yuri P., respectivament). Aquest esdeveniment va ser transmès en viu a 47 cinemes de Japón. Es va fer una projecció dels primers tres episodis en el Tòquio Anime Award Festival l'11 de març de 2017 al Cinema Sunshine a Ikebukuro, Tokio.

### Ventes
Les vendes de Yuri!!! on Ice han estat elevades. Va ser la segona franquícia més reeixida en la primera meitat del 2017 al Japó, recaptant ¥ 3,262,936,824 per les vendes de vídeos i llançaments musicales. La sèrie va ser llançada en sis volums en Blu-Ray i DVD al Japó, aconseguint cadascuna les primeres posicions de les llistes de vendes d'Oricon. La primera edició de Blu-Ray de Yuri!!! on Ice es va mantenir en la primera posició de la llista de discos Blu-Ray d'Animació d'Oricon per dues setmanes, i va ser la número dos a la classificació general de discos Blu-Ray d'Oricon, per darrere de Clip! SMAP! Complete Singles d'SMAP. La primera edició en DVD va estar en la primera posició de la llista de discos DVD d'Animació d'Oricon, superant les edicions limitades i estàndard d'One Piece Film: Gold, i va ser número dos a la classificació general de discs DVD de Oricon. El segon volum, tant en Blu-Ray com en DVD, també es va mantenir en la primera posició de les llistes d'Oricon per dos semanas. La tercera col·lecció, en tots dos formats, també va estar en la primera posició de les llistes d'Oricon, estant l'edició en DVD en aquesta ubicació per dues setmanes, i l'edició en Blu-Ray per una semana. La quarta col·lecció en Blu-Ray i DVD es va mantenir en les llistes per una semana. La cinquena edició es va mantenir en el No 1 en la llista de Blu-Ray d'Oricon per dues setmanes i en la llista de DVD per una semana. El sisè llançament en DVD i Blu-Ray va ser promocionat amb una escena esborrada de la sèrie que incloïa a Yuri P. i Otabek patinant en l'esdeveniment d'exhibició de Barcelona, que en l'emissió original només mostrava a Yuri K. i a Víctor patinant en l'esdeveniment, els llançaments d'aquest volum, en ambdós formats, també van estar a la primera posició de les llistes de Oricon. Per a la primera meitat de 2017, Yuri!!! on Ice va tenir les més altes vendes combinades de Blu-Ray i DVD d'una sèrie animada al Japó.
La cançó del tema d'obertura, History Maker de Dean Fujioka, va aconseguir el número 43 de la llista Billboard Japan Hot 100, la qual va ser nomenada com el millor tema d'obertura per quatre de vuit crítics de AnimeNewsNetwork i va rebre el premi a la Millor Obertura en els Anime Awards de 2016. El tema de tancament, You Only Live Onze de Wataru Hatano, va aconseguir la posició 11 del Billboard Japan Hot 100 i va rebre el premi al Millor tancament en els Anime Awards de 2016. A més, el disc de la banda sonora Oh! SkaTra !!! Yuri !!! on ICE, va ser número 3 a la llista Oricon CD la primera setmana de vendes i va ocupar la primera posició de la llista Oricon Digital Álbum. L'àlbum també va esdevenir el CD d'anime més venut a les llistes d'Oricon per la primera meitat del 2017.

## Representació de l'homosexualitat

### Elogis
Yuri!!! on Ice va ser elogiat per incloure una relació romànica del mateix sexe entre Yuri K. i Victor. Entre els moments més ressaltats pels crítics, estan una aparent petó al setè episodi,un intercanvi d'anells d'or (indicant un matrimoni o compromís) en el desè episodi i les llàgrimes de Victor quan Yuri K. suggereix que acabin la seva relació en el desè segon episodio. L'intercanvi d'anells entre Yuri K. i Victor en el desè episodi es considera la primera vegada que tal relació ha estat representada en una sèrie d'anime. D'acord amb Gabriella Ekens d'Anime News Network, «Yuri!!! on Ice representa un compromís sincer i sense complicacions entre dos homes, un fet sense precedents en l'anime. No hi ha hagut tan sols un veritable matrimoni gai al Japó, de manera que aquest espectacle està representant una cosa que no és legalment possible al seu país d'origen ».
Yuri!!! on Ice ha assenyalat l'homofòbia en el patinatge artístic i en altres àrees. El setè episodi inclou un flashback en el qual Victor, encara un adolescent, realitza una presentació en un vestit basat en els utilitzats pel patinador artístic obertament gai Johnny Weir, que va patir comentaris homòfobs durant tota la seva carrera. Weir va declarar en una entrevista amb The Geekiary que «penso que totes les representacions positives de temes LGBT en l'esport són bones. Malauradament, la majoria de les persones que controlen el món del patinatge són conservadores i amb una mentalitat més orientada als negocis. Crec que molts d'ells, encara que probablement aprecien i estimen l'art i l'esport, estan més interessats en la part negociable de les coses o al poder. No sé si Yuri!!! on Ice serà capaç de canviar la percepció dels atletes gai d'un home de negocis de 60 anys, però sóc dels que pensen que cada contribució ajuda» El final de la sèrie inclou una escena en la qual Yuri K. i Victor patinen junts en un esdeveniment d'exhibició; cosa que no ha ocorregut en competicions en la vida real. Els crítics han notat que la sèrie representa dos personatges de països amb problemes pel que fa als drets LGBT.
Yuri!!! on Ice es diferencia d'altres animis que tracten sobre relacions del mateix sexe, com ara el yaoi i yuri. Carli Velocci de Geek.com va esmentar que «la seva relació existeix en un punt més enllà de qualsevol sexualitat, el que significa que no cau en les mateixes trampes que moltes relacions yaoi i yuri (...) Encara que no és el primer anime que representa una parella del mateix sexe, és un dels primers a presentar una història que no és estrictament sexual i és mútua. Yuri i Victor es complementen, però tots dos també admeten que han crescut com a persones gràcies a la presència de l'altre. L'equitat en la seva relació és revolucionària, fins i tot quan no va ser la primera a representar-lo. Es pot assignar l'etiqueta "seme" o "uke" però en tractar-se de la seva unió psicològica, és més igual (...) Yuri i Victor no són només una altra parella gai d'anime. Són gairebé reals ». Una ressenya Otaku USA ha argumentat que els patinadors prenen una aparença andrògina quan es presenten, esmentant que:« els principals intèrprets sovint prenen una aparença andrògina per alimentar la substància del programa. L'evolució de Yuri pel que fa a la seva confiança i capacitat està al centre de la trama, però el cor resideix en l'exploració de Yuri del seu costat femení a través de l'expressió de les seves emocions (...) Els rols de gènere són encara més explorats a través de les línies d'ànim de Victor cap a Yuri que, almenys en les traduccions, impliquen tant una adreça al patinatge com un suggeriment romàntica ".

### Crítiques
La relació també ha estat criticada com irreal, pel fet que Yuri i Victor no van rebre res l'abús homofòbic que hagin rebut en la vida real. Altres han dit que alguns espectadors es van negar a reconèixer la relació perquè l'homosexualitat en la sèrie no era explícita. Tot i que el "petó" és tapat pel braç de Victor, és implícit. Cecilia D'Anastasi de Kotaku va preguntar per què el "petó" va ser censurat quan altres animes, com ara Shin Sekai Yori, han representat petons entre persones del mateix sexe. Alguns crítics com Amelia Cook d'Anime Feminist, va atacar la falta de reconeixement de la relació sense proves sòlides: "el braç de Victor ocultant la part en la qual els seus llavis es troben els de Yuri no pot ser una decisió artística; o els veiem besar-se o no hi ha petó. ¿no hi estan d'acord? Provin-ho. Amagar el petó és completament consistent amb la narració del programa fins ara, deixant buits d'informació deliberadament i convidant als espectadors a llegir entre línies. Fotos o no va succeir ".
Wolf de Anime UK News, ha comentat que "estic 99.999% segur que el petó va ocórrer, però aquest 0.001% m'està molestant. No vull guiar-me pel que diuen els altres, vull veure el que en realitat està succeint i compartir la reacció dels personatges al mateix temps que ells ". No obstant això, pel desè segon episodi, va dir que l'escena en la qual Victor plora era la prova que volia; "Si el petó és l'espurna inicial, i els anells són el senyal visible d'amor, llavors les llàgrimes són prova que no vol que s'acabi. He dit tot el temps que el que volia era text en lloc de subtext - però al final, crec que el subtext en realitat va valer la pena".

## Controvèrsia deLove on Ice
El gener de 2017, Hallmark Channel va anunciar el llançament d'una pel·lícula per a televisió titulada Love on Ice, la qual explica la relació entre una patinadora artística que travessa un moment difícil en la seva carrera i el seu nou entrenador. El film va ser vist per alguns fanàtics de Yuri!!! on Ice com plagi a causa de les similituds en l'argument, i Hallmark va ser acusat d'haver fet heterosexual la relació entre Yuri K. i Victor deliberadament. Arran d'aquests esdeveniments, els fanàtics de la sèrie van publicar una petició a Change.org, demandant un explicació per les semblances entre les dues històries. Les semblances en les històries van ser aparentment una coincidència a causa que el rodatge de Love on Ice va començar a principis de novembre de 2016 (gairebé un mes després que es comencés a transmetre Yuri!!! on Ice).
D'acord amb Hallmark, cap dels involucrats en la producció de Love on Ice coneixia Yuri!!! on Ice. Mitsurō Kubo va publicar al seu Twitter que creia que les similituds eren una coincidència, mentre que el creador de la petició de Change.org posteriorment va reconèixer que Love on Ice no era plagi.